# MicroLED
µLED или MicroLED (также известная под маркетинговыми названиями micro-LED или mLED) (от англ. micro light-emitting diode — микросветоизлучающий диод) — технология производства плоскопанельных дисплеев, которые состоят из микроскопических светодиодов, образующих отдельные пиксельные элементы. 
MicroLED разработан в 2000 году профессорами Техасского технологического университета Цзян Хунсин и Линь Цзинюй, в то время работавшие в Университете штата Канзас.

## Технология
MicroLED изначально основывались на использовании микроскопических RGB-светодиодов на основе нитрида индия-галлия (Indium gallium nitride, InGaN). Они не требуют подсветки и светофильтров, в отличие от LCD, и имеют заметно меньшую скорость деградации в сравнении с OLED.
На начало 2025 года самые маленькие светодиоды были сделаны из перовскита и пиксели из них были с характерной длиной до примерно 90 нм.

## Преимущества
- Тонкость дисплеев: ЖК-дисплей требует подсветки, так как его субпиксели сами не излучают свет, а являются лишь красным, зелёным и синим фильтром на фоне излучаемого белого и жидкокристаллическим слоем между ними; также им требуются поляризаторы и более толстое стекло, что всё вместе даёт сравнительно толстые дисплеи. OLED-дисплей на неорганических светодиодах тоньше ЖК-дисплея (так как его субпиксели сами являются излучателями, без нужды в белом), также ему не требуется ЖК-слой, а поляризующий слой требуется лишь один, что делает его тоньше ЖК-дисплея. MicroLED же ещё более тонок даже по сравнению с OLED, так как ему в принципе не требуется поляризующий слой и он использует более тонкое стекло. Светодиоды у MicroLED могут иметь размер вплоть до 5 микрометров (что даже тоньше человеческого волоса и намного меньше, чем у традиционного OLED), что позволяет легче переносить их на пластину/подложку пиксельной матрицы.
- Широкий угол обзора: благодаря малому количеству слоев обеспечивается хорошая видимость изображения (180 градусов) без потерь и инверсий.
- Больший срок службы: за счёт использования неорганических светодиодов, MicroLED выгорает/выцветает гораздо медленнее, чем OLED-дисплеи, чьи органические светодиоды при использовании «умирают» быстрее. По оценке Samsung, MicroLED-дисплей сможет прослужить до 100 000 часов, что составляет более десятилетия работы[3].
- Точность цветопередачи и широкий цветовой охват: на выставке CES-2024 компания TCL продемонстрировала MicroLED-телевизор с 22-битной глубиной цвета и охватом 99 % цветового пространства DCI-P3. Согласно исследованиям оптического общества США[4], MicroLED совместим с технологией квантовая точка, что даёт возможность экрану получить ещё более широкий цветовой охват.
- Высокая энергоэффективность и низкое энергопотребление по сравнению с OLED-дисплеями и, тем более, по сравнению с ЖК-дисплеями.
- Высокая яркость. Так, в июне 2019 шанхайский производитель Jade Bird Display продемонстрировал микродисплей яркостью в 3 миллиона нит[5](яркость Солнца в его зените составляет 1,6 миллиарда нит[6][7]). По оценке Samsung, её коммерчески предлагаемые продукты с MicroLED-дисплеями, чьи первые доступные образцы поступят в продажу с яркостью в 4000 нит, в будущем смогут предложить 10 000 нит[8].
- Как и у OLED, MicroLED обладает идеальным чёрным цветом (≤0,0005 нит), что в сочетании с повышенной яркостью, даёт высочайшую контрастность
- Время отклика находится в районе наносекунд вместо микросекунд, как у OLED-дисплеев.
- Возможность модульной конфигурации: 11-12 сентября 2019 на Ascot Racecourse[англ.] в Лондоне был продемонстрирована сборка телевизора Samsung Wall из более мелких панелей в качестве своеобразных «плиток»[9], дающая бесшовное изображение (заметить сочленение можно было лишь в выключенном состоянии). Это даёт производителям возможность создавать дисплеи произвольных размеров и разрешений под нужды заказчика[10].

## Недостатки
Технологические сложности[какие?] делают MicroLED крайне дорогим в производстве и для распространения в массовом потребительском сегменте. 
Также, при уменьшении размеров пикселей до около 10 мкм и менее эффективность MicroLED обычно сильно падает.